# LZR Racer
Название LZR Racer (произносится как «ла́зер рэ́йсер») относится к типу высококачественных купальных костюмов фирмы Speedo, изготовляемых из особой высокотехнологичной водоотталкивающей ткани, состоящей из переплетённых нитей эластана-нейлона и полиуретана. Их производство начато 13 февраля 2008 года. Технология запатентована в Португалии и охраняется во всём мире.

## Проектирование и разработка
Костюм был разработан в сотрудничестве с Австралийским институтом спорта с привлечением спонсируемых фирмой Speedo спортсменов. Для тестирования костюма использовалась аэродинамическая труба и другое испытательное оборудование НАСА и программное обеспечение для анализа потока жидкости фирмы ANSYS. Покрой костюмов разрабатывался в сотрудничестве с фирмой Comme де Garçons.
Как и другие купальные костюмы, используемые в спортивных соревнованиях, LZR обеспечивает повышенный приток кислорода к мышцам и держит тело в более удобной гидродинамической позиции благодаря водоотталкивающим свойствам и повышенной гибкости ткани. Для ещё большего снижения лобового сопротивления швы костюма делаются методом ультразвуковой сварки. Костюмы изготавливаются на текстильной фабрике Petratex в г. Пасуш-де-Феррейра, Португалия. Технология запатентована в этой стране. У костюма 100 % устойчивость к хлору и быстрое высыхание. В костюм встроены также запатентованный стабилизатор положения и специальные панели сжатия, придающие телу максимально обтекаемую форму. При проектировании этого костюма Speedo заключила партнерские отношения с фирмой ANSYS, одним из ведущих в мире поставщиков программного обеспечения для моделирования.
Костюм одобрен Международной федерацией плавания (FINA) для конкурентного использования накануне Олимпийских игр в Пекине. Сообщается, что костюм может обеспечить конкурентные преимущества в соревнованиях на 1,9 — 2,2 процента.

## Маркетинг и результаты

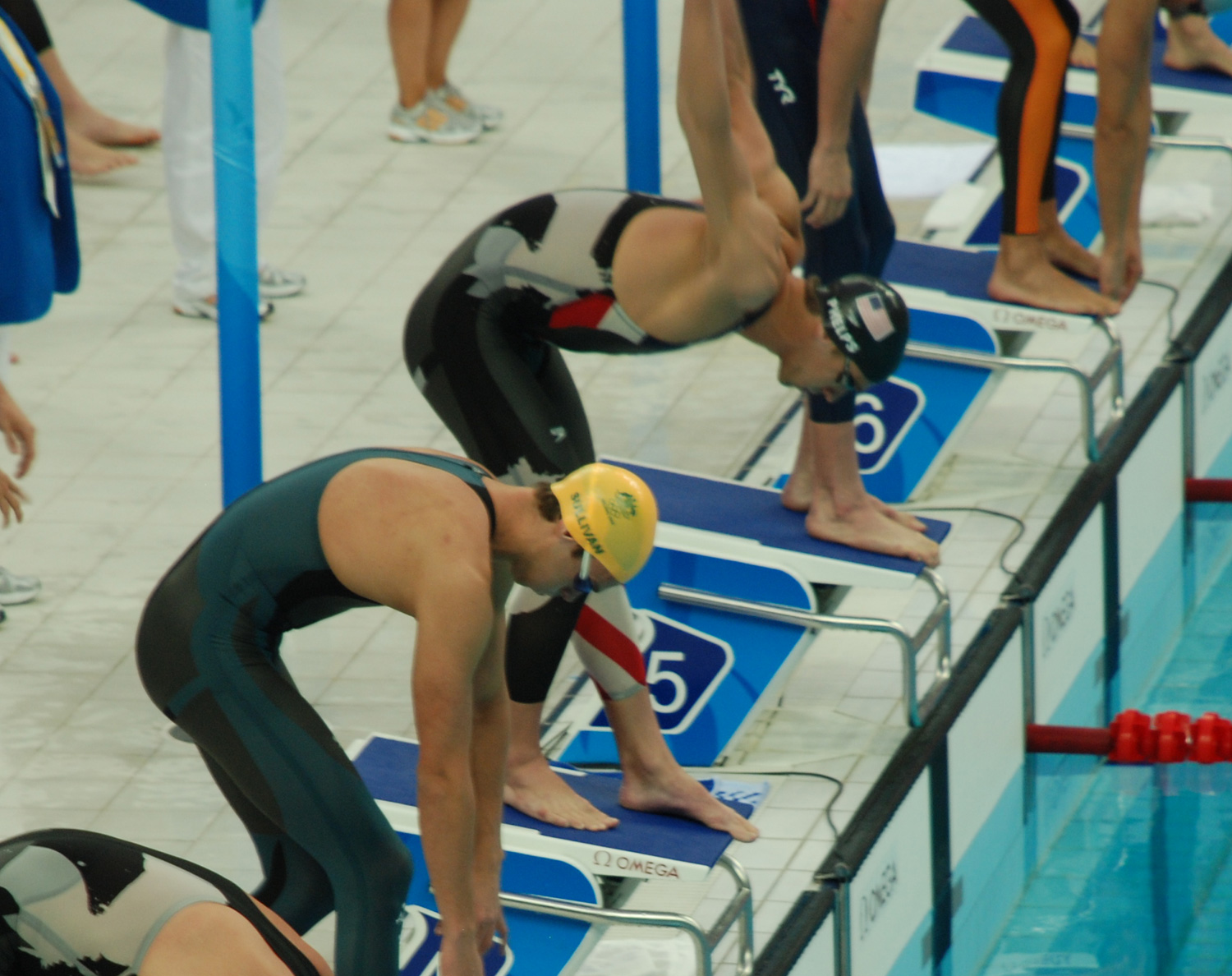
Американец Майкл Фелпс и австралиец Имон Салливан на старте этапа эстафеты 4×100 м на летних Олимпийских играх 2008 года в Пекине. Оба одеты в купальники LZR Racer

Производство костюмов началось 13 февраля 2008 года, и позиционировались они как «самые быстрые купальники в мире». Костюм был квинтэссенцией рекламной кампании фирмы Speedo накануне летних Олимпийских игр 2008, которую возглавлял пловец из Соединённых Штатов Майкл Фелпс. Для этой кампании был создан голографический[прояснить] видеоклип Майкла Фелпса в новом купальнике, который показывали в Лондоне, Сиднее, Нью-Йорке и Токио в день выпуска костюма. Майкл Фелпс восклицает: «Когда я попадаю в воду [в купальнике LZR], я чувствую себя ракетой». В течение недели после начала выпуска пловец в новом костюме побил три мировых рекорда.
Пекинская Олимпиада показала беспрецедентный успех LZR Racer. 94 % всех заплывов в плавании были выиграны в этих костюмах. 89 % всех медалей на Олимпиаде в Пекине завоевали пловцы в этих костюмах. В общей сложности 23 из 25 побитых мировых рекордов были установлены пловцами, выступающими в костюмах LZR. По состоянию на 24 августа 2009 были побиты 93 мировых рекорда в плавании пловцами, одетыми в LZR Racer, и 33 из 36 олимпийских медалей были завоеваны в такой одежде. Все мужчины-победители в плавании на Олимпийских играх в Пекине были одеты в этот купальник.
Впечатляющие успехи использования костюмов позволили одному из тренеров олимпийской команды по плаванию Японии сказать: «Если пловцы не носят LZR Racer, они не смогут конкурировать на Олимпиаде в Пекине». Эта ситуация создала проблему для японских пловцов на Олимпиаде, которые заключили эксклюзивные контракты с производителями купальников Mizuno, Asics и Descente, препятствующие им носить костюмы с брендом Speedo на Олимпийских играх. Однако впоследствии японская федерация плавания позволила своим спортсменам свободно выбирать себе костюмы по своему усмотрению.

## Изменение правил FINA
После чемпионата Европы на короткой воде в декабре 2008 года в Хорватии, на котором были побиты 17 мировых рекордов, было высказано мнение, что необходимо изменить правила, касающиеся применения купальников. Совокупное воздействие LZR, заключающееся в сжатии тела и применении воздушных подушек для повышения плавучести, привели к тому, что некоторые спортсмены стали надевать два и более костюма, чтобы увеличить эффект. Такие действия стали основанием к утверждению, что LZR в сущности является «технологическим допингом». Тереза Альсхаммер из Швеции лишилась мирового рекорда на 50 метров баттерфляем, потому что была одета в два купальника. Однако все другие рекорды, установленные пловцами в костюмах LZR, остались действительными.
На Конгрессе FINA в Дубае в марте 2009 года было установлено, что купальник не должен покрывать шею, не должен выходить за плечи и лодыжки, а также были ограничены «толщина и плавучесть» костюма. В заявлении FINA отмечено: чтобы избежать любых вопросов по поводу тканей, их проницаемости и плавучести, FINA решила эту ситуацию простым наложением ограничений на длину купальника.
FINA хотела бы напомнить главный, центральный принцип, что плавание — это спорт, существенно основывающийся на физических возможностях спортсмена.
LZR Racer и все другие «быстрые костюмы для соревнований, покрывающие кожу» Speedo были утверждены. Однако некоторые другие костюмы, например, BlueSeventy Nero Comp, были сначала запрещены, но затем запрет был снят.
В резких столкновениях мнений Конгресс FINA проголосовал почти единогласно за возвращение к своей прежней политике и запретил купальники, закрывающие всё тело спортсмена. Решение было принято в Риме 24 июля 2009 года во время Чемпионата мира по водным видам спорта. По новым правилам полагалось, что купальник мужчины может максимально охватывать область от талии до колена, а у женщин от плеча до колена. Также было установлено, что используемая ткань должна быть из «текстиля» или тканевого материала, и костюм не должен иметь каких-либо крепёжных устройств типа молнии (шнурки на мужских плавках разрешены). FINA не уточнила, что она имела в виду под «текстилем». Новые правила вступили в силу с января 2010 года.